# Proxys albopunctulatus
Proxys albopunctulatus är en insektsart som först beskrevs av Palisot 1811.  Proxys albopunctulatus ingår i släktet Proxys och familjen bärfisar. Inga underarter finns listade i Catalogue of Life.